# Superliga duńska w hokeju na lodzie
Superliga duńska w hokeju na lodzie (duń. Superisligaen) – najwyższa klasa rozgrywek ligowych hokeja na lodzie w Danii.

## Nazwy rozgrywek
- 1. division (1960-)
- Eliteserien (1985-)
- Superisligaen (1992-)
- Codan Ligaen (1998-)
- Sanistål Ligaen (2001-)
- SuperBest Ligaen (2002-2004)
- Oddset Ligaen (2004-2007)
- AL-Bank Ligaen (2007-2013)
- Metal Ligaen (2014-)

## Edycje
| Sezon   | Złoto                                         | Srebro                                        | Brąz                                          | Puchar Danii              |
| ------- | --------------------------------------------- | --------------------------------------------- | --------------------------------------------- | ------------------------- |
| 1954-55 | Rungsted IK                                   | KSF København                                 | Silkeborg                                     |                           |
| 1955-56 | KSF København                                 | Rungsted IK                                   |                                               |                           |
| 1957-59 |                                               |                                               |                                               |                           |
| 1959-60 | KSF København                                 | Rungsted IK                                   | Silkeborg                                     |                           |
| 1960-61 | KSF København                                 | Rungsted IK                                   | Esbjerg IK                                    |                           |
| 1961-62 | KSF København                                 | Rungsted IK                                   |                                               |                           |
| 1962-63 | Rungsted IK                                   | Esbjerg IK                                    | KSF København                                 |                           |
| 1963-64 | KSF København                                 | Rungsted IK                                   | Esbjerg IK                                    |                           |
| 1964-65 | KSF København                                 | Esbjerg IK                                    | Gladsaxe SF                                   |                           |
| 1965-66 | KSF København                                 | Gladsaxe SF                                   | Esbjerg IK                                    |                           |
| 1966-67 | Gladsaxe SF                                   | KSF København                                 | Esbjerg IK                                    |                           |
| 1967-68 | Gladsaxe SF                                   | Esbjerg IK                                    | Rungsted IK                                   |                           |
| 1968-69 | Esbjerg IK                                    | Gladsaxe SF                                   | Vojens IK                                     |                           |
| 1969-70 | KSF København                                 | Gladsaxe SF                                   | Esbjerg IK                                    |                           |
| 1970-71 | Gladsaxe SF                                   | Rungsted IK                                   | Esbjerg IK                                    |                           |
| 1971-72 | KSF København                                 | Esbjerg IK                                    | Gladsaxe SF                                   |                           |
| 1972-73 | Herning IK                                    | KSF København                                 | Esbjerg IK                                    |                           |
| 1973-74 | Gladsaxe SF                                   |                                               |                                               |                           |
| 1974-75 | Gladsaxe SF                                   |                                               |                                               |                           |
| 1975–76 | KSF København                                 |                                               |                                               |                           |
| 1976-77 | Herning IK                                    |                                               |                                               |                           |
| 1977-78 | Rødovre SIK                                   | KSF København                                 | Vojens IK                                     |                           |
| 1978-79 | Vojens IK                                     | Rødovre SIK                                   | Aalborg IK                                    |                           |
| 1979-80 | Vojens IK                                     | Rungsted IK                                   | Aalborg IK                                    |                           |
| 1980-81 | Aalborg IK                                    | Rødovre SIK                                   | Herning IK                                    |                           |
| 1981-82 | Vojens IK                                     | Rødovre SIK                                   | Aalborg IK                                    |                           |
| 1982-83 | Rødovre SIK                                   | Aalborg IK                                    | Herlev IK                                     |                           |
| 1983-84 | Herlev IK                                     | Aalborg IK                                    | Rungsted IK                                   |                           |
| 1984-85 | Rødovre SIK                                   |                                               |                                               |                           |
| 1985-86 | Rødovre SIK                                   |                                               |                                               |                           |
| 1986-87 | Herning IK                                    |                                               |                                               |                           |
| 1987-88 | Esbjerg IK                                    |                                               |                                               |                           |
| 1988-89 | Frederikshavn IK                              | Aalborg IK                                    | Herning IK                                    |                           |
| 1989-90 | Rødovre SIK                                   | Herning IK                                    | Frederikshavn IK                              |                           |
| 1990-91 | Herning IK                                    | Rødovre SIK                                   | Aalborg IK                                    |                           |
| 1991-92 | Herning IK                                    | Esbjerg IK                                    | Rødovre SIK                                   | Esbjerg IK                |
| 1992-93 | Esbjerg IK                                    | Herning IK                                    | Rødovre SIK                                   | Esbjerg IK                |
| 1993-94 | Herning IK                                    | Esbjerg IK                                    | Aalborg IK                                    | Herning IK                |
| 1994-95 | Herning IK                                    | Esbjerg IK                                    | Rungsted IK                                   |                           |
| 1995-96 | Esbjerg IK                                    | Rungsted IK                                   | Herning IK                                    | Herning IK                |
| 1996-97 | Herning IK                                    | Esbjerg IK                                    | Rungsted IK                                   |                           |
| 1997-98 | Herning Blue Fox                              | Rungsted IK                                   | Frederikshavn IK                              | Herning IK                |
| 1998-99 | Rødovre SIK                                   | Frederikshavn IK                              | Esbjerg IK                                    | Frederikshavn IK          |
| 1999-00 | Frederikshavn IK                              | Herning Blue Fox                              | Esbjerg IK                                    | Rungsted Cobras           |
| 2000-01 | Herning Blue Fox                              | Esbjerg IK                                    | Rødovre SIK                                   |                           |
| 2001-02 | Rungsted Cobras                               | Odense Bulldogs                               | Herning Blue Fox                              | Frederikshavn IK          |
| 2002-03 | Herning Blue Fox                              | Odense Bulldogs                               | Rungsted Cobras                               | Odense Bulldogs           |
| 2003-04 | Esbjerg Oilers                                | Aab Ishockey                                  | Odense Bulldogs                               | Rungsted Cobras           |
| 2004-05 | Herning Blue Fox                              | Aab Ishockey                                  | Frederikshavn IK                              | Nordsjælland Cobras       |
| 2005-06 | SønderjyskE Ishockey                          | Aab Ishockey                                  | Herning Blue Fox                              | Odense Bulldogs           |
| 2006-07 | Herning Blue Fox                              | Aab Ishockey                                  | SønderjyskE Ishockey                          | AaB Ishockey              |
| 2007-08 | Herning Blue Fox                              | Frederikshavn White Hawks                     | SønderjyskE Ishockey                          | Rødovre Mighty Bulls      |
| 2008-09 | SønderjyskE Ishockey                          | Herning Blue Fox                              | Rødovre Mighty Bulls                          | Odense Bulldogs           |
| 2009-10 | SønderjyskE Ishockey                          | Aab Ishockey                                  | Frederikshavn White Hawks                     | SønderjyskE Ishockey      |
| 2010-11 | Herning Blue Fox                              | Frederikshavn White Hawks                     | SønderjyskE Ishockey                          | SønderjyskE Ishockey      |
| 2011-12 | Herning Blue Fox                              | Odense Bulldogs                               | SønderjyskE Ishockey                          | Herning Blue Fox          |
| 2012-13 | SønderjyskE Ishockey                          | Frederikshavn White Hawks                     | Rødovre Mighty Bulls                          | SønderjyskE Ishockey      |
| 2013-14 | SønderjyskE Ishockey                          | Herning Blue Fox                              | Frederikshavn White Hawks                     | Herning Blue Fox          |
| 2014-15 | SønderjyskE Ishockey                          | Esbjerg Energy                                | Frederikshavn White Hawks                     | Herning Blue Fox          |
| 2015-16 | Esbjerg Energy                                | Herning Blue Fox                              | Frederikshavn White Hawks                     | Odense Bulldogs           |
| 2016-17 | Esbjerg Energy                                | Gentofte Stars                                | Frederikshavn White Hawks                     | Rungsted Seier Capital    |
| 2017-18 | Aalborg Pirates                               | Herning Blue Fox                              | Rungsted Seier Capital                        | Aalborg Pirates           |
| 2018-19 | Rungsted Seier Capital                        | SønderjyskE Ishockey                          | Frederikshavn White Hawks                     | Rungsted Seier Capital    |
| 2019-20 | Sezon niedokończony wskutek pandemii COVID-19 | Sezon niedokończony wskutek pandemii COVID-19 | Sezon niedokończony wskutek pandemii COVID-19 | Frederikshavn White Hawks |
| 2020-21 | Rungsted Seier Capital                        | Aalborg Pirates                               | Esbjerg i SønderjyskE                         | Rungsted Seier Capital    |
| 2021-22 | Aalborg Pirates                               | Rungsted Seier Capital                        | Odense Bulldogs                               | Aalborg Pirates           |
| 2022-23 | Aalborg Pirates                               | Herning Blue Fox                              | Esbjerg Energy                                | Aalborg Pirates           |
| 2023-24 | SønderjyskE Ishockey                          | Esbjerg Energy                                | Aalborg Pirates                               | Aalborg Pirates           |
| 2024-25 | Odense Bulldogs                               | Herning Blue Fox                              | Aalborg Pirates                               | Herning Blue Fox          |

## Liczba tytułów
| Klub                                                             | Liczba | Lata zdobycia mistrzostwa                                                                      |
| ---------------------------------------------------------------- | ------ | ---------------------------------------------------------------------------------------------- |
| Herning Blue Fox (wcześniej Herning IK)                          | 16     | 1973, 1977, 1987, 1991, 1992, 1994, 1995, 1997, 1998, 2001, 2003, 2005, 2007, 2008, 2011, 2012 |
| KSF Kopenhagen                                                   | 10     |                                                                                                |
| SønderjyskE Ishockey (wcześniej Vojens IK)                       | 10     | 1979, 1980, 1982, 2006, 2009, 2010, 2013, 2014, 2015, 2024                                     |
| Esbjerg Energy (wcześniej Esbjerg IK)                            | 7      |                                                                                                |
| Rødovre Mighty Bulls (wcześniej Rødovre SIK)                     | 6      |                                                                                                |
| Gladsaxe SF                                                      | 5      |                                                                                                |
| AaB Ishockey                                                     | 5      |                                                                                                |
| Rungsted Seier Capital (wcześniej Rungsted IK i Rungsted Cobras) | 4      |                                                                                                |
| Frederikshavn White Hawks (wcześniej Frederikshavn IK)           | 2      |                                                                                                |
| Herlev Eagles (wcześniej Herlev IK i Herlev Hornets)             | 1      |                                                                                                |
| Odense Bulldogs                                                  | 1      |                                                                                                |